# Mike deBelle
Mike deBelle (* um 1962) ist ein kanadischer Badmintonspieler.

## Karriere
Mike deBelle siegte 1980, 1983, 1985 und 1986 bei den nationalen Titelkämpfen in Kanada. 1984, 1987, 1994 und 1996 war er bei den Ontario Championships erfolgreich. 1985 nahm er an den Badminton-Weltmeisterschaften teil, 1986 an den Commonwealth Games.

## Sportliche Erfolge
| Saison | Veranstaltung                   | Disziplin    | Platz | Name                           |
| ------ | ------------------------------- | ------------ | ----- | ------------------------------ |
| 1978   | Kanada: Jugendmeisterschaften   | Herrendoppel | 1     | Mike deBelle / Mike Bitten     |
| 1980   | Kanada: Juniorenmeisterschaften | Herrendoppel | 1     | Mike deBelle / Mike Bitten     |
| 1981   | Kanada: Juniorenmeisterschaften | Herrendoppel | 1     | Mike deBelle / Mike Bitten     |
| 1983   | Kanada: Einzelmeisterschaften   | Herrendoppel | 1     | Mike deBelle / Mike Bitten     |
| 1984   | Ontario Championships           | Herrendoppel | 1     | Mike deBelle / Mike Bitten     |
| 1985   | Kanada: Einzelmeisterschaften   | Herrendoppel | 1     | Mike deBelle / Mike Bitten     |
| 1986   | Kanada: Einzelmeisterschaften   | Herrendoppel | 1     | Mike deBelle / Mike Bitten     |
| 1987   | Ontario Championships           | Herrendoppel | 1     | Mike deBelle / Mike Bitten     |
| 1994   | Ontario Championships           | Herrendoppel | 1     | Mike deBelle / Mike Bitten     |
| 1996   | Ontario Championships           | Herrendoppel | 1     | Mike deBelle / Bryan Blanshard |